# Estero de Las Cadenas (vattendrag, lat -34,30, long -71,45)
Estero de Las Cadenas är ett vattendrag i Chile.   Det ligger i regionen Región de O'Higgins, i den södra delen av landet, 120 km sydväst om huvudstaden Santiago de Chile.
Trakten runt Estero de Las Cadenas består till största delen av jordbruksmark. Runt Estero de Las Cadenas är det ganska tätbefolkat, med 58 invånare per kvadratkilometer.